# Übersetzung (Stilmittel)
Die Übersetzung als Stilmittel ist eine Form der Parodie und paraphrasiert ein Quellzitat, um dessen Autor lächerlich zu machen. Um die Ironie zu verstärken, wird dies so dargestellt, als handle es sich lediglich um eine Übersetzung der Sprache des Autors. Dadurch wird eine übermäßige Undurchsichtigkeit oder Geschwollenheit in dessen Ausdruck impliziert. Angesichts der Natur von Usenet-Foren ist die Übersetzung als Stilmittel in Flame Wars gängig, wo Bemerkungen wie „Übersetzung: Ich habe keine Ahnung und werfe mit Mist um mich“ benutzt werden, um einem anderen Autor – meist mit wenig Grund – zu unterstellen, er leiste keinen nennenswerten Beitrag zum Thema.
Im Gegensatz zu anderen Formen der Parodie hat die Übersetzung eine relativ junge Geschichte. Frühe Verwendungen des Stilmittels finden sich in den Arbeiten des Wiener Literaturkritikers und Journalisten Karl Kraus, der angab, andere Journalisten – bekannt wurden insbesondere seine Übersetzungen Maximilian Hardens – und Moskauderwelsch, eine spöttische Bezeichnung für den sehr komplizierten marxistischen Jargon dieser Zeit und ein Wortspiel auf Moskau und Kauderwelsch, zu übersetzen. Ein Einfluss auf Karl Popper ist bemerkbar: Obwohl die Übersetzung wissenschaftlicher Theorien in verifikationistische Terminologie im logischen Positivismus schon seit einiger Zeit ein Standardverfahren war, nahm Poppers Kritik an mehreren Philosophen und Wissenschaftlern, die mit seiner Vorstellung von der wissenschaftlichen Methode nicht konform gingen, eine spottende Qualität an, die an Kraus erinnert.